# Acció (semanario valencianista)
Acció fue un semanario nacionalista valenciano y católico ligado al partido político Acció Nacionalista Valenciana (ANV). La revista publicó 112 números entre el 13 de mayo de 1934 y el 18 de julio de 1936. Exceptuando una interrupción de tres semanas, pudo salir a la calle todos los sábados puntualmente. La publicación empleaba el formato de diario (44 cm) y tenía una extensión habitual de cuatro páginas, si bien solía incrementarlas a seis u ocho en determinadas ocasiones. Aunque se trataba de un semanario principalmente político, también hay que anotar que dedicaba bastante atención a los temas culturales y lingüísticos y a la información religiosa. Así mismo, había una sección de cine y otra de deportes, sección donde Miquel Adlert destacó como colaborador. La revista se difundía entre los núcleos valencianistas de todo el país. Fue la segunda publicación más longeva (por detrás de El Camí, publicada por el Centre d'Actuació Valencianista) de la prensa valencianista durante la Segunda República Española.

## Ideología
La cabecera de Acció llevaba por subtítulo "periódico semanal al servicio de la Patria Valenciana", y su ubicación en el espectro del periodismo político quería corresponderse al diario Euzkadi, portavoz del Partido Nacionalista Vasco, al diario catalán El Matí, y al semanario El Temps, órgano de expresión de Unión Democrática de Cataluña (UDC). A menudo se reproducían artículos aparecidos a las páginas de estas publicaciones, de autores, como por ejemplo, los políticos de UDC, Pau Romeva, o de personalidades destacadas del nacionalismo vasco, como por ejemplo, José Ariztimuño (Aitzol), presbítero inspirador del sindicato ELA-STV y promotor de la cultura vasca. Este paralelismo lo encontramos políticamente explicitado en el editorial que escriben a raíz de la presencia de ANV en el desfile de la fiesta nacional de Cataluña: "Éramos acompañados por los dirigentes y juventudes de Unión Democrática de Cataluña y junto a la Delegación del Partido Nacionalista Vasco. Y la gente abría paso a la Senyera Valenciana y la Bandera Vasca, en medio de los entusiastas gritos de ¡Gora Euskadi! y ¡Viva Valencia libre!". Representaba una embrionaria democracia cristiana valencianista.
Hay que destacar la presencia constante en el semanario de la temática internacional: denuncias de los totalitarismos fascistas y soviético; información de los sindicatos socialcristianos belgas; divulgación de movimientos personalistas franceses; simpatía por los movimientos nacionalitarios de todo el mundo (Ucrania, Irlanda, Polonia, Lituania, Occitania, Filipinas, Argelia...). El volumen de noticias y comentarios de internacional supera el seguimiento de la política española, o, para ser más precisos, de la política hecha desde Madrid, puesto que los nacionalismos periféricos, sobre todo el vasco y el catalán pero también el gallego, merecen la atención de las páginas de Acció. Hay que subrayar, por lo tanto, que el valencianismo del semanario no está recluido en sí mismo sino que pone la atención en lo que pasa en todo el mundo y toma partido ante los acontecimientos.

## Consejo de Redacción
El director era Francesc Soriano Bueso, el cual había estado anteriormente en Barcelona donde participó en la Federación de Jóvenes Cristianos de Cataluña y realizó colaboraciones periodísticas para El Matí. En el consejo de redacción encontramos de redactor jefe a Robert Moròder Molina, de secretario de redacción, Xavier Caspe, y de redactores a Bernat Bono Barber, Isidre Machancoses Esteller, Antoni Senent Micó y Josep Vila Cabanes, que a la vez ejerce de administrador de Acció. Con el tiempo, se añadirá como columnista habitual y responsable de deportes Miquel Adlert, que debutó en el número 44 del 30 de marzo de 1935. En las páginas del semanario se encuentran a menudo colaboraciones otros nombres claves de la historia del valencianismo, como por ejemplo, Nicolau Primitiu, Carles Salvador o Josep Giner.